# Mösthinsdorf
Mösthinsdorf is een plaats en voormalige gemeente in de Duitse deelstaat Saksen-Anhalt, en maakt deel uit van de Landkreis Saalekreis.
Mösthinsdorf telt 314 inwoners.